# Azzeddine Laraki
Azzeddine Laraki (1 de maio de 1929 - Rabat, 1 de fevereiro de 2010) foi um político marroquino. Foi primeiro-ministro do Marrocos, entre 30 de setembro de 1986 e 11 de agosto de 1992.

## Juventude
Ele nasceu em Fes em 1º de maio de 1929.

## Carreira
Laraki serviu como ministro da educação por nove anos de 1976 a 1987 e como primeiro-ministro do Marrocos de 30 de setembro de 1986 a 11 de agosto de 1992.  Durante seu mandato como ministro da educação, ele arabizou o sistema educacional marroquino. Laraki foi secretário-geral da Organização da Conferência Islâmica de 1997 a 2000. Ele também atuou como professor agregado na Faculdade de Medicina da Universidade Mohammed V e membro da Academia do Reino de Marrocos. Além disso, ele foi autor de várias publicações literárias e acadêmicas. Laraki conhecendo Hans van den Broek (1983)

## Morte
Laraki morreu em Rabat, Marrocos, em 1 de fevereiro de 2010, aos 80 anos.